# Michel Fourniret
Michel Fourniret (Sedan, 4 aprile 1942 – Parigi, 10 maggio 2021) è stato un serial killer francese con cittadinanza belga.

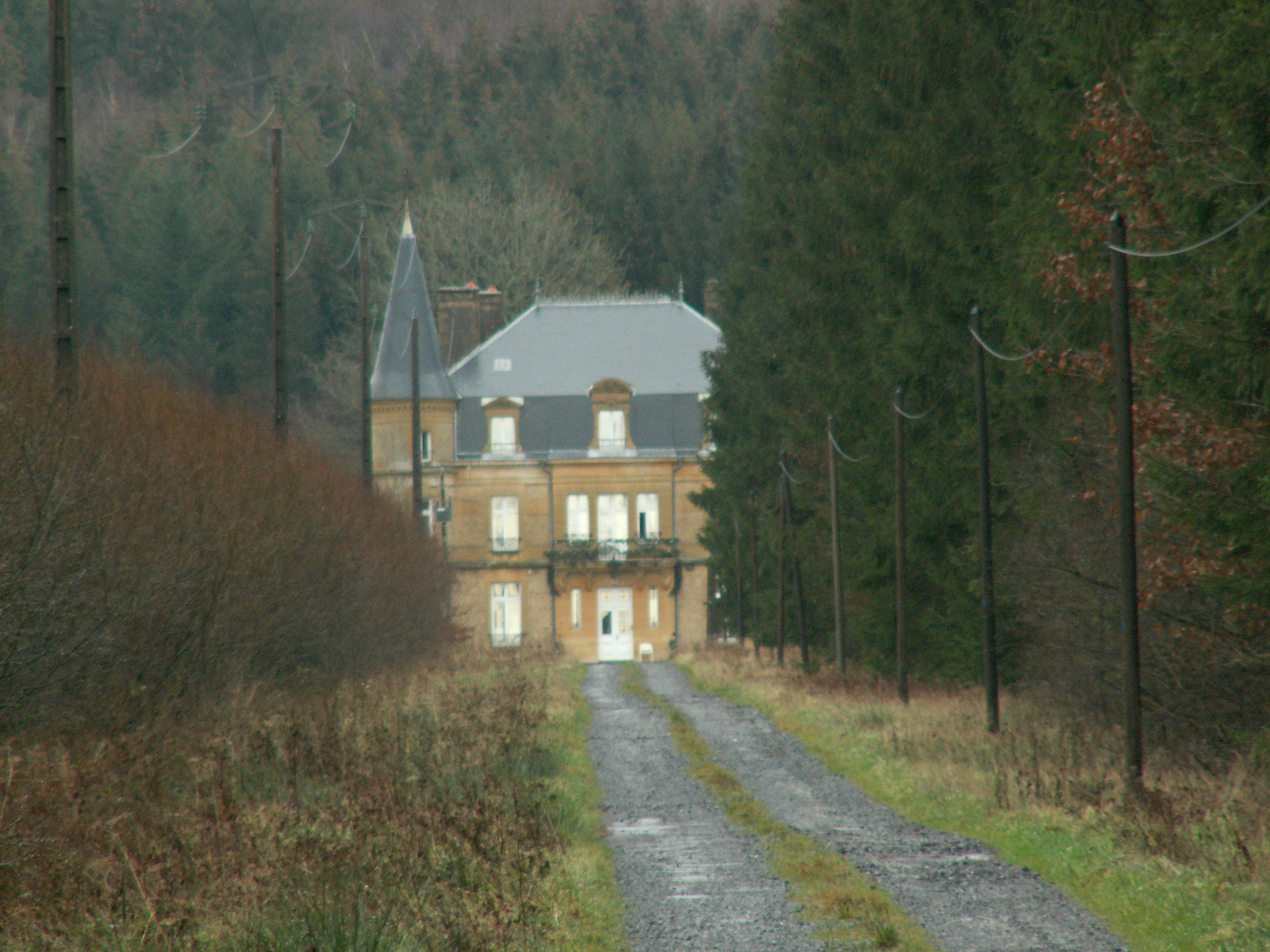
Il castello di Sautou, dove Fourniret ha vissuto per diversi anni, e dove due delle sue vittime sono state ritrovate

Nel giugno e luglio 2004 ha confessato di aver rapito, stuprato e ucciso otto ragazze in un periodo di 14 anni tra gli anni ottanta e gli anni duemila; è stato inoltre accusato di altri dieci omicidi, nove in Francia e uno in Belgio, dove era detenuto. Il processo a suo carico è iniziato il 27 marzo 2008, ed è finito il 28 maggio dello stesso anno. È stato soprannominato l'orco delle Ardenne.
Fourniret fu arrestato dopo un tentativo fallito di rapire una ragazza belga nel giugno 2003. Sua moglie, Monique Olivier, lo denunciò dopo aver sentito nei notiziari la notizia che la moglie di un altro assassino (Michelle Martin, moglie di Marc Dutroux) era stata condannata.  Fourniret fu accusato di sequestro di minori e violenza sessuale, e fu detenuto dal giugno 2003 per il tentato rapimento di una ragazza di 14 anni nel 2000. Olivier è stata accusata di un omicidio e di aver aiutato il marito nel compimento di altri sei omicidi.
Fourniret ha seppellito almeno due sue vittime vicino al suo castello di Sautou, nei pressi di Donchery, nelle Ardenne francesi, sul finire degli anni 1980: il 3 luglio 2004, un team di poliziotti francesi e belgi recuperò i corpi di due sue vittime vicino al castello. Fourniret è stato condannato all'ergastolo; Olivier è stata condannata all'ergastolo senza possibilità di richiedere la libertà condizionata per 28 anni.
Nel marzo del 2020 Fourniret ha confessato il rapimento e l'uccisione della bambina di 9 anni Estelle Mouzin, scomparsa dalla cittadina di Guermantes nel 2003. Nell’agosto del 2020, Monique Olivier, ex moglie dell’assassino, ha confermato che Fourniret aveva rapito, violentato e ucciso la piccola, fornendo elementi che, si spera, possano portare al ritrovamento del cadavere. Dopo queste dichiarazioni, Olivier è stata imputata per complicità in uno dei più scabrosi cold case della recente storia francese. Alcuni giorni dopo, la polizia scientifica ha rinvenuto tracce di DNA appartenenti a Estelle Mouzin e Céline Saison su un materasso appartenente alla sorella di Fourniret e, dopo ulteriori esami, ha trovato tracce di DNA appartenenti a una dozzina di altre persone sulle quali si stanno conducendo ulteriori esami.
Il 10 maggio 2021 il procuratore di Parigi ha annunciato all'agenzia France-Presse la morte di Fourniret.

## Omicidi
- Isabelle Laville –  ragazza francese diciassettenne. Scomparve ad Auxerre, l'11 dicembre 1987 mentre tornava a casa da scuola. I suoi resti furono ritrovati in fondo a un pozzo a nord di Auxerre nel luglio 2006.[9]
- Farida Hellegouarch – la ragazza di uno dei membri della Gang des postiches (un banda di rapinatori di banche detta "delle parrucche" per i loro camuffamenti), ex compagno di cella di Fourniret. Fourniret la uccise nel 1988 per accedere ai fondi del gruppo. Con i soldi comprò un castello in Francia.
- Fabienne Leroy – una ventenne. Scomparve nel 1988 a Châlons-en-Champagne, e il suo corpo fu in seguito ritrovato nei boschi circostanti. Fu uccisa con un colpo di pistola alla testa.
- Jeanne-Marie Desramault –  studentessa di 22 anni francese. Scomparve nel 1989 dalla stazione del treno di Charleville-Mézières, e il suo corpo fu ritrovato nella proprietà di Fourniret con il suo aiuto.
- Elisabeth Brichet – ragazza belga di 12 anni. Scomparve da Namur nel 1989 dopo aver giocato con un'amica. La sua scomparsa fu a lungo ritenuta opera di Marc Dutroux, prima che Fourniret confessasse.
- Natacha Danais – ragazza francese di 13 anni, scomparsa nel novembre 1990 a Nantes, a ovest della Francia mentre era fuori con la madre a fare shopping. Il suo corpo fu ritrovato qualche giorno dopo su una spiaggia della zona.[10]
- Céline Saison – ragazza diciottenne che scomparve nel 2000 a Charleville-Mézières. Il suo corpo fu ritrovato in Belgio.
- Mananya Thumpong – ragazza di 13 anni che scomparve nel 2001 a Sedan. Anche il suo corpo fu in seguito ritrovato in Belgio.

La moglie di Fourniret dichiarò inoltre che il marito aveva ucciso una sedicenne che lavorava come ragazza alla pari nella loro casa. Fourniret l'avrebbe uccisa nel 1993, ma questo non è stato mai confermato. L'identità della vittima è sconosciuta.

## Altri crimini
Fourniret ha dichiarato di non aver commesso alcun crimine tra il 1990 e il 2000, ciò nonostante la polizia in almeno 5 Paesi (Francia, Belgio, Paesi Bassi, Germania e Danimarca) ha rispolverato vecchi stupri, scomparse e omicidi durante quel periodo di tempo. In Danimarca, la polizia notò che l'identikit di un sospettato per stupro somigliava molto a Fourniret, ma fu scagionato dagli esami del DNA. Nei Paesi Bassi, gli investigatori hanno sospettato di Fourniret per la scomparsa di Tanja Groen e di Nicky Verstappen.
Nel 2006 circolarono voci secondo le quali Fourniret potrebbe essere stato il vero assassino della bambina di 8 anni Marie-Dolorès Rambla: Christian Ranucci era stato condannato per il reato, e decapitato nel 1976. Il caso era diventato controverso da quando Gilles Perrault, due anni dopo la sua decapitazione, mise in dubbio in un libro la colpevolezza di Ranucci.
Nuove prove mostrarono che Fourniret stava facendo una vacanza a Marsiglia nello stesso periodo e luogo in cui Rambla fu uccisa. Il 3 giugno 1974, Rambla e suo fratello Jean incontrarono un uomo in una macchina. Marie-Dolorès salì sulla macchina dell'uomo e fu rapita. Un'ora dopo la scomparsa, la macchina del rapitore fu coinvolta in un incidente con una persona di nome Martinez ma il rapitore scappò via. Seguita da una coppia di anziani, fuggì nella campagna. Dopo lunghe ricerche, il corpo di Marie-Dolores Rambla, accoltellata, fu ritrovato in alcuni cespugli. Ranucci fu arrestato perché quel giorno aveva fatto un incidente e nella sua macchina la polizia scoprì un paio di pantaloni sporchi di sangue dello stesso tipo sanguigno di Rambla.
Ranucci confessò di aver rapito e ucciso la bambina e disse alla polizia dove aveva nascosto il coltello, in alcuni cespugli. Più tardi, cinque persone testimoniarono alla polizia di aver visto il rapimento ma nessuno riconobbe in Ranucci l'esecutore.
Alcuni punti collegano Fourniret al crimine. Era in vacanza a Marsiglia nel giugno 1974, guidava anche lui una macchina grigia, aveva 32 anni e a differenza di Ranucci aveva precedenti per aggressioni sessuali. Fourniret usava trucchi simili, simili alla bugia sul cane perduto. Inoltre, Rambla non aveva segni di violenza sessuale. Fourniret spesso eiaculava di fronte alle vittime anziché abusarne sessualmente.
È stato sospettato per l'omicidio della ventenne inglese Joanna Parrish, il cui corpo fu ritrovato in un fiume il 17 maggio 1990. Era stata stuprata e strangolata. Ciò nonostante non è stato mai accusato del delitto che rimane irrisolto.